# برنارد لوئیس
برنارد لوئیس (به انگلیسی: Bernard Lewis)، (زاده ۳۱ مهٔ ۱۹۱۶ در لندن – درگذشته ۱۹ مهٔ ۲۰۱۸ در وورهیز، نیوجرسی) استاد بازنشسته مطالعات خاور نزدیک دانشگاه پرینستون بود. او در لندن از پدر و مادری یهودی متولد شد. تخصص وی در تاریخ اسلام و اثر متقابل میان اسلام و جهان غرب است. او به ویژه به خاطر پژوهش‌های خود دربارهٔ تاریخ امپراتوری عثمانی و منازعه زیرکانه‌اش با پروفسور ادوارد سعید بر سر کشمکش میان اسرائیل و فلسطین شناخته می‌شود.
در دائرةالمعارف مورخان و نوشته‌های تاریخی نوشته مارتین کرامر که پایان‌نامه دکترا او توسط لوئیس هدایت می‌شد در دوران حرفه‌ای ۶۰ سالهٔ لوئیس، او را به عنوان مؤثرترین مورخ فراجنگ اسلام و خاورمیانه می‌خواند.
لوئیس یکی از برجسته‌ترین خاورمیانه‌شناسان غربی است. نظرات کارشناسی لوئیس، دربارهٔ خاورمیانه کانون گسترده‌ترین توجهات است. رایزنی‌های وی مکرراً توسط خط مشی نمایان جمهوری‌خواهان آمریکا از جمله دولت جرج دابلیو بوش برای نمونه دربارهٔ جنگ عراق خواسته می‌شد.

## زندگی
برنارد لوئیس در ۱۹ می ۱۹۱۶ میلادی از پدر و مادری یهودی و در خانواده‌ای طبقه متوسط در شرق لندن به دنیا آمد. پدر و مادر برنارد از اروپای شرقی به بریتانیا مهاجرت کرده بودند.
لوئیس در سال ۱۹۴۷ (میلادی) با زنی دانمارکی با تبار یهودی ازدواج کرد. حاصل این ازدواج یک پسر و یک دختر بود. در سال ۱۹۷۴ (میلادی) بر اثر رابطه پنهانی کوتاه خود با شاهدختی از امپراتوری عثمانی، پس از بیست و هفت سال زندگی مشترک از همسرش جدا شد. این جدایی، رابطه لوئیس با برخی از روشنفکران یهودی‌تبار را که از دوستان همسر سابقش بودند برای همیشه گسست.

## تحصیل
او در ابتدا می‌خواست شاعر شود، اما در دانشکده مطالعات شرقی و آفریقایی دانشگاه لندن مدرک کارشناسی و سپس دکترای تاریخ گرفت. پس از آن در پاریس زبان‌های سامی را یادگرفت. در آنجا از شاگردان لویی ماسینیون (کارشناس تصوف اسلامی) بود. لوئیس همچنین در دانشگاه لندن حقوق خواند و مدتی نیز به کار حقوقی مشغول شد. گرچه این حرفه را خیلی زود رها کرد؛ زیرا می‌خواست جهان را با نگاه دیگری ببیند. در سال ۱۹۳۸ (میلادی) او به سِمَت دانشیار تاریخ اسلام در مدرسه مطالعات شرقی و آفریقایی دانشگاه لندن منصوب شد.

## جنگ جهانی دوم
در هنگام جنگ جهانی دوم، نزدیک به یک سال (از سال ۱۹۴۱ (میلادی) تا ۱۹۴۲ (میلادی)) به عنوان سرجوخه در واحد اطلاعات ارتش بریتانیا در بخش خاورمیانه به کار مشغول شد. او از تسلط خود به زبان‌های خارجی (شرقی و غربی) برای رمزگشایی پیام‌ها استفاده کرد. در حقیقت او در این هنگام جاسوس دولت بریتانیا بوده است.

## تدریس در دانشگاه و مشاوره سیاسی
از ۱۹۴۹ (میلادی) تا ۱۹۷۴ (میلادی) لوئیس در مدرسه مطالعات شرقی و آفریقایی دانشگاه لندن، تاریخ خاورمیانه و خاور نزدیک درس می‌داد. در سال ۱۹۷۴ (میلادی) مدرسه مطالعات شرقی را رها کرد و به دانشگاه پرینستون پیوست. در پرینستون لوئیس با برخی چهره‌های کلیدی نو محافظه‌کار آشنا شد و بر آن‌ها اثر گذاشت. بسیاری از این چهره‌ها، نزدیک به سه دهه بعد، از پایه‌گذاران اصلی سیاست خارجی تهاجمی آمریکا شدند. از میان این چهره‌ها می‌توان به ریچارد پرل، مشاور وزیر دفاع آمریکا در دوره رونالد ریگان و از چهره‌های نو محافظه‌کار طراح جنگ عراق، پال ولفوویتز، معاون سیاست‌گذاری وزارت دفاع آمریکا در دوره جرج دابلیو بوش و از چهره‌های نو محافظه‌کار طراح جنگ عراق، الیت ایبرامز، دستیار رئیس‌جمهور در دوره رونالد ریگان و دستیار ویژه رئیس‌جمهور در دوره جرج اچ دابلیو بوش اشاره کرد. این تأثیرگذاری به ویژه هنگامی رخ داد که برنارد لوئیس، مشاور سناتور نو محافظه‌کار هنری ام. جکسون بود.
لوئیس در سال ۱۹۸۶ (میلادی) از دانشگاه پرینستون بازنشسته شد و تا سال ۱۹۹۰ (میلادی) در دانشگاه کرنل به تدریس و پژوهش پرداخت.

## حملات ۱۱ سپتامبر
پس از حملات ۱۱ سپتامبر ۲۰۰۱ (میلادی) سیاست‌گذاران آمریکا بلافاصله به دو دسته تقسیم شدند. دسته نخست بر این باور بودند که مشکل جهان اسلام با غرب و به ویژه آمریکا تنها راه حل فرهنگی دارد و باید تعریف جدیدی از مناسبات فرهنگی میان غرب و جهان اسلام ارائه کرد. دسته دوم کسانی بودند که رویکرد فرهنگی نسبت به این مشکل را از اساس خطا می‌دانستند و در گذشته شاگرد برنارد لوئیس بودند. از نظر این دسته برای حل مشکل، راه دیگری باید جست. در میانه این اختلاف، دسته دومی‌ها از برنارد لوئیس دعوت کردند تا برای مشاوران امنیتی و بخشی از کارکنان کاخ سفید سخنرانی کند. در این سخنرانی، لوئیس گفت: «روحیات ضد آمریکایی در جهان اسلام ربطی به سیاست‌های آمریکا ندارد و ریشه در ناکامی‌ها و خطاهای تاریخی خود جهان اسلام دارد».

## نظریات

### جهان اسلام
از دید برنارد لوئیس، توضیح ساده جهان اسلام، «تمدنی برجسته در گذشته و شیطان مجسّم در حال» بود. او معتقد بود غرب در مقابل بنیادگرایی اسلامی یا ضربه خواهد زد یا ضربه خواهد خورد و راه سومی (حتی راه حل فرهنگی) در میان نیست. لوئیس استدلال می‌کرد که کشورهای مسلمان از دو حال خارج نخواهند بود: یا به سوی دموکراسی خواهند رفت یا جهان غرب را نابود خواهند کرد؛ بنابراین غرب برای بقای خود به دموکراتیک‌کردن جهان اسلام به هر شیوه‌ای نیاز دارد. مطابق رأی او، آینده اروپا از آینده جهان اسلام جدا نیست. به نظر لوئیس، تنها پرسشِ درخور در باب آینده اروپا این است: آیا اروپای اسلامی خواهیم داشت یا اسلام اروپایی؟

### نبرد تمدن‌ها
لوئیس مفهوم نبرد تمدن‌ها را برای نخستین بار در توصیف وضعیت غرب و جهان اسلام برساخت. این مفهوم توسط ساموئل هانتینگتون بر سر زبان‌ها افتاد. از نظر لوئیس این پرسش که پس از یازده سپتامبر غربی‌ها از یکدیگر می‌پرسیدند که: «چرا مسلمان‌ها از غرب متنفر شده‌اند؟» پرسشی خطا است. از نظر او مسلمان‌ها از غرب متنفر نشده‌اند. بلکه آن‌ها قرن‌ها است که از غرب متنفر بوده‌اند. آن‌ها با تنفر و حسرت؛ پیشرفت نظامی، علمی و فرهنگی غرب را از سده ۱۶ (میلادی) به این سو و همزمان پس‌رفت خود را قدم به قدم به چشم دیده‌اند. او می‌گفت آمریکا باید حس احترام یا دست‌کم ترس نسبت به غرب را در دل جهان اسلام بکارد، حتی اگر لازمه آن جنگ باشد.

### محمود احمدی‌نژاد
لوییس پیش‌بینی کرده بود که محمود احمدی‌نژاد، رئیس‌جمهور وقت ایران در شب ۲۲ اوت ۲۰۰۶ (میلادی) (شبی که از نظر مسلمان‌ها محمد از مکه به بیت‌المقدس سیر شبانه کرد و از آن‌جا به معراج رفت) دستور حمله اتمی آخرالزمانی علیه اسرائیل را صادر خواهد کرد.

### ترکیه و اسرائیل
او ترکیه و اسرائیل را یگانه دولت‌های مدرن موفق در منطقه خاورمیانه می‌دانست. او مصطفی کمال آتاترک را به خاطر پایه‌گذاری سکولاریسم در ترکیه پس از جنگ جهانی اول می‌ستود. او همچنین گفته بود که کشتن یک و نیم میلیون ارمنی ترکیه در سال ۱۹۱۵ (میلادی) از سوی ترکان عثمانی نسل‌کشی نبود، بلکه پیامد جانبی جنگ بود. برخی از تحلیل‌گران معتقدند که نفوذ لوئیس در میان برخی از ژنرال‌ها و سیاستمداران ترک، به انعقاد پیوندهای نظامی میان اسرائیل و ترکیه در دهه ۱۹۹۰ (میلادی) کمک کرد.

### فلسطین
لوئیس در میانه دهه ۱۹۷۰ (میلادی) در مقاله‌ای نوشت که عرب‌های فلسطینی نمی‌توانند ادعا کنند که از نظر تاریخی واجد دولتی در سرزمین موسوم به فلسطین بوده‌اند؛ زیرا پیش از قیمومت بریتانیا بر فلسطین در ۱۹۱۸ (میلادی) اصولاً چیزی تحت عنوان «کشور فلسطین» وجود نداشته است. این گفته او مورد استقبال رهبران اسرائیل قرار گرفت. گلدا مئیر نخست‌وزیر وقت اسراییل، از اعضای کابینه خود خواست همگی این مقاله را بخوانند. مئیر از لوئیس تقاضا کرد به دیدار او برود. آن دو ساعت‌ها با یکدیگر سخن گفتند. لوئیس با آریل شارون نیز رابطه بسیار نزدیکی داشت.

## اختلاف با ادوارد سعید
دیدگاه‌های افراطی ضداسلامی، ضد خاورمیانه‌ای و غرب‌ستایانه لوئیس، همواره مورد انتقاد و مخالفت پروفسور ادوارد سعید بوده است.

## مرگ
برنارد لوئیس در ۱۹ مه ۲۰۱۸، در سن ۱۰۱ سالگی بر اثر کهولت سن در وورهیز، نیوجرسی، ایالات متحده آمریکا درگذشت.

## کتاب‌ها
1. اعراب در تاریخ (۱۹۵۰)
2. خاورمیانه و غرب (۱۹۶۴)
3. یهودیان اسلام (۱۹۸۴)
4. اسلام و غرب (۱۹۹۳)
5. مشکل از کجا آغاز شد؟ (۲۰۰۲)